# 札幌中央信用組合
札幌中央信用組合（さっぽろちゅうおうしんようくみあい）は北海道札幌市中央区に本店を置く信用組合である。

## 概要
イメージキャラクターは「ゆめお」と「ゆめみ」を採用している。
ATMでは、しんくみ お得ねっと提携信用組合のカードによる出金は自組合扱いとなる。なお、当組合のATMは平日のみの稼働である。
店舗は札幌市のみで、営業エリアは千歳市、恵庭市を除く石狩管内と小樽市。

## 沿革[4]
- 1953年7月22日 - 札幌繊維信用組合として設立。
- 1953年8月3日 - 業務を開始する。
- 1954年8月19日 - 中央信用組合に改称。
- 1983年10月1日 - 札幌中央信用組合に改称。
- 1995年1月 - 全国信用組合共同センター（SKC）に加盟。
- 2017年10月4日 - 信組 ATM 通帳記帳提携開始[5]。